# Brycon devillei
Brycon devillei, popularmente chamado piabanha ou matrixã, é um peixe endêmico do Brasil da família dos briconídeos (Bryconidae).

## Etimologia
O nome popular piabanha deriva do tupi pia'wãya e em sentido definido designa estes peixes. O étimo é composto por pi'awa, no sentido de piaba, e ãya, no sentido de dente.

## Hábitos e alimentação
Brycon devillei é o nome provisoriamente adotado para identificar as populações que vivem nos rios Doce e Jequitinhonha, que hoje são consideradas como distintas após revisão taxonômica. Haja vista que a revisão ainda não foi publicada, para fins de conservação, as populações destes rios são consideradas como uma só espécie. O "verdadeiro" B. devillei é conhecido apenas por seu holótipo. É um peixe de médio porte, cuja maior fêmea registrada no Jequitinhonha media 34,2 centímetros e o maior macho media 25,4 centímetros de comprimento. Foi originalmente descrito como insetívoro, mas análises estomacais de espécimes do rio Doce indicaram alimentação também piscívora (presença de Artyanax sp., Geophagus brasiliensis e Poecilia vivipara) e herbívora. Sendo o caso, o Brycon devillei é classificado como onívoro generalista. Alimenta-se capturando itens da superfície da água, escavando sedimentos e caçando pequenos peixes. Não há indício de que tenha hábitos migratórios, mas é possível que sua reprodução envolva migração.

## Distribuição e conservação
O Brycon devillei foi originalmente descrito no estado da Bahia, nas imediações de Salvador, mas não há atualmente espécimes do norte do estado. Parece que tinha ampla distribuição nas bacias dos rios Doce e Jequitinhonha, mas agora os registros mais recentes são do médio Jequitinhonha, junto da foz no rio Araçuaí. No Doce, os registros recentes (décadas de 1980 e 1990) advêm das lagoas Dom Helvécio e Carioca, no curso médio do rio, e no rio Preto, na bacia do Jequitinhonha, todos no estado de Minas Gerais. Também há registro da presença da espécie no Espírito Santo. Estima-se que o Brycon ocupe uma área de 40 quilômetros quadrados. Sua população está muito fragmentada e é ameaçada por mudanças no sistema de rios (barragens, uso da água, assoreamento, remoção de vegetação ciliar), poluição (florestal e de agricultura) e ações de espécies intrusivas e doenças. Segundo dados atualizados, apesar de parte da população habitar áreas de proteção, está em contínuo declínio.
Em 2005, foi classificada como criticamente em perigo na Lista de Espécies da Fauna Ameaçadas do Espírito Santo; Depois, em 2010, como criticamente em perigo na Lista de Espécies Ameaçadas de Extinção da Fauna do Estado de Minas Gerais; em 2014, como em perigo na Portaria MMA N.º 444 de 17 de dezembro de 2014; em 2017, como em perigo na Lista Oficial das Espécies da Fauna Ameaçadas de Extinção do Estado da Bahia; e em 2018, como em perigo no Livro Vermelho da Fauna Brasileira Ameaçada de Extinção do Instituto Chico Mendes de Conservação da Biodiversidade (ICMBio).